# Зеленківка (Полтавський район)
Зеле́нківка — село в Україні, у Чутівській селищній громаді Полтавського району Полтавської області. Населення становить 428 осіб. Орган місцевого самоврядування — Зеленківська сільська рада.

## Населення

### Мова
Розподіл населення за рідною мовою за даними перепису 2001 року:
| Мова       | Кількість | Відсоток |
| ---------- | --------- | -------- |
| українська | 404       | 94.39 %  |
| російська  | 23        | 5.37 %   |
| румунська  | 1         | 0.24 %   |
| Усього     | 428       | 100 %    |

## Географія
Село Зеленківка знаходиться на лівому березі річки Коломак, вище за течією на відстані 0,5 км розташоване село Войнівка, нижче за течією на відстані 1,5 км розташоване село Тойбік, на протилежному березі — село Сторожове. Річка в цьому місці звивиста, утворює лимани, стариці та заболочені озера. Поруч проходить автомобільна дорога М03.

## Історія
12 червня 2020 року, відповідно до розпорядження Кабінету Міністрів України № 721-р «Про визначення адміністративних центрів та затвердження територій територіальних громад Полтавської області», село увійшло до складу Чутівської селищної громади.
19 липня 2020 року, в результаті адміністративно — територіальної реформи та ліквідації Чутівського району, село увійшло до складу новоутвореного Полтавського району.